# Kalná Roztoka
Kalná Roztoka (in ungherese Kalnárosztoka, in tedesco Kalnrostok, in ruteno Kalnyj) è un comune della Slovacchia facente parte del distretto di Snina, nella regione di Prešov.
Il villaggio viene citato per la prima volta nel 1568 come possedimento della Signoria di Humenné. Nel XVIII secolo passò alla famiglia Szirmay e poi ai Dernath. Dal 1938 al 1944 venne annesso all'Ungheria. 
Parte della popolazione appartiene all'etnia rutena.